# Movimiento de niños, niñas y adolescentes trabajadores
Los movimientos de niños, niñas y adolescentes trabajadores son organizaciones que tienen como fin contribuir a visibilizar a los niños, niñas y adolescentes trabajadores (abreviados habitualmente como NAT o NNAT) y luchar contra la explotación y las condiciones de riesgo en el trabajo que sufren. Están formadas por niños, niñas y adolescentes, con el apoyo y acompañamiento de personas adultas.
Estos movimientos surgieron en Latinoamérica a finales de los años 1970, y a comienzos de los años 1990 se extendieron a África y Asia.

## Organizaciones
- Movimiento de Adolescentes y Niños Trabajadores Hijos de Obreros Cristianos (MANTHOC), asociación civil peruana fundada en 1976.